# Refugio de Vida Silvestre Manglares Estuario Río Esmeraldas
El Refugio de Vida Silvestre Manglares Estuario Río Esmeraldas (RVSMERE), es un área protegida localizada al noroeste del Ecuador, en la cabecera cantonal de la provincia de Esmeraldas y la parroquia de Tachina; en la desembocadura del río Esmeraldas.

## Historia
La ciudad de Esmeraldas se ubica en el margen izquierdo del río homónimo, en su desembocadura al Océano Pacífico, hasta finales del siglo XIX dicha población era un pequeño asentamiento  ubicado en lo que actualmente se conoce como el barrio Santa Martha, frente a la Isla Piedad. En la actualidad la cobertura vegetal original de la zona está alterada como consecuencia de la expansión de la urbe y proyectos de construcción como el puerto internacional, refinería estatal de petróleo, puente y sus vías complementarias que unen la ciudad con el aeropuerto. A través de la Subsecretaría de Gestión Marina y Costera, y Dirección provincial de Esmeraldas, RVSMERE es administrada el cual establece programas de preservación y conservación.